# Drino mayneana
Drino mayneana är en tvåvingeart som först beskrevs av Villeneuve 1930.  Drino mayneana ingår i släktet Drino och familjen parasitflugor.
Artens utbredningsområde är Kongo. Inga underarter finns listade i Catalogue of Life.